# 富田耕生
富田 耕生（とみた こうせい、本名：富田 耕吉（とみた こうきち）、1936年〈昭和11年〉2月4日 - 2020年〈令和2年〉9月27日）は、日本の声優、俳優。生前はぷろだくしょんバオバブに所属。1969年頃までは本名で活動していた。

## 生涯

### 生い立ち
東京府王子区（現：北区の一部）に生まれ、銀行マンの家庭に育つ。生家は飛鳥山の近くで、江戸の昔から庶民の行楽地として有名であり、桜の頃には人で賑わっていた。少年時代、山を駆けめぐり、イチョウの木に登ってはギンナンを集めたり、近くの名主の滝まで足をのばしては、ごうごうと音をたてて落ちる滝に打たれたりして、わんぱくに遊んでいた。戦争のため、小学3年生の時に、群馬県勢多郡粕川村（現：群馬県前橋市粕川町）へ学童疎開した。高校は、東京都立第四商業高等学校に進学して卓球部に所属し、高校時代の1953年に徳島県で開催された第8回国民体育大会に出場した。そのほかに、演劇部と自分たちの演劇グループの2つで活動した。高校の演劇部の先輩には関根信昭、後輩には声優の古川登志夫がいる。

### キャリア
高校時代に、劇団東芸の舞台『青いリンゴ』を見たことから舞台俳優に憧れ、高校を卒業する前に東芸の試験を受験し、卒業後には研究生になる。役者を目指すが、両親の反対から中央大学法学部へ入学するが、1年で退学した。退学したことは両親に黙っていたが、2年後に姉の協力もあり許してもらえたという。東芸では3期生にあたり。研究生仲間には田の中勇、少し後輩の「3期生半」には野沢雅子がいた。研究生時代には、食べるために新聞配達やサンドイッチマンなどアルバイトならなんでもやり、同じく東芸に所属していた俳優の山谷初男とは三畳一間の同居生活を送っていた。
東芸で舞台俳優としての活動をする傍ら、『淡島千景ショー』などのラジオ番組でガヤを担当したり、生放送時代のテレビドラマに俳優として出演するなど、マスコミの仕事もした。声優としてのデビュー作は、NHKラジオの時代劇のラジオドラマでの端役だという。1961年から1969年から放送されたテレビドラマ『七人の刑事』（TBSテレビ）の終わり頃には、かなりいい役で出演するようになっていた。
劇団東芸に吹き替えの仕事が舞い込むこととなり、劇団では若手だった富田が本格的に声優業を始めることになる。日本語吹替のデビュー作は、本人いわく「『アニーよ銃をとれ』か『ロビン・フッド』だと思う」とのこと。テレビアニメでのデビュー作は1963年、『鉄腕アトム （アニメ第1作）』。声優の仕事をするようになって多忙を極め、最盛期には週にレギュラーの仕事が11本、1か月では60本にもなるというスケジュールで、睡眠時間が2時間から3時間という時代が15年ほど続いたという。
1965年8月に「劇団現代人」の立ち上げに参加。
その後、土の会、東京アーチストプロダクションを経て、1969年には声優プロダクションとして設立された青二プロダクションへ創立メンバーとして参加する。立ち上げの際の挨拶状で、「富田耕生（耕吉改め）」と芸名の変更を告知している。大所帯になった青二プロに不満を持つ声優たち16名が同事務所を脱退し、1979年にぷろだくしょんバオバブを立ち上げて独立した際は、実質的なリーダーを務めた。そのバオバブは、後年になってメンバーの離脱が相次ぎ、2015年に清水マリが出した著書では発足時の声優で、2015年当時も残っていたのは、富田、清水、小原乃梨子、緒方賢一の4人だけと記していたが、富田を除く3人はその後立て続けに移籍し、最後までバオバブに残った発足時の声優は富田ただひとりだった。

### 晩年・死去
2009年、第3回声優アワード功労賞を受賞。
2014年からは、同年の1月27日に死去した永井一郎の後任として、『名探偵コナン』の鈴木次郎吉役を演じることとなり、死去するまで6年間担当した。
2020年9月27日、脳卒中により静岡県内の自宅で死去。84歳没。同年10月3日放送の『名探偵コナン』では鈴木次郎吉の登場シーンにて追悼のテロップが流れた。

## 人物
声種はローバリトン。趣味は旅行（寺社仏閣めぐり）や読書（時代小説の読破）。特技はスキー（1級）、ゴルフ（シングル）。普通免許、自動二輪免許の資格を持っている。好きな言葉は「努力」。息子2人、娘がいた。
髭のある役が多かった。太った人物、髭の生えた博士役で知られていた。
手塚治虫原作アニメの大半で、ヒゲオヤジ役を担当していた。
収録現場では、若手の演技指導を積極的に行い、銀河万丈、西尾徳、三ツ矢雄二などは、若手の頃に現場で富田に演技指導を受けたことを回想している。
日本テレビ版『ドラえもん』で主人公であるドラえもんを演じた、初代ドラえもん役声優でもある。また、ドラえもんが「あらよっと」という掛け声で道具を出すのは富田のアドリブである。同年のうちに野沢雅子に交代した。富田が降板したのは交通事故を起こしたからだという噂があったが、これは『モンシェリCoCo』の製作打ち合わせのため、日本テレビ動画の新潟スタジオに行く途中に下崎闊が交通事故を起こしたことに起因する。のちに、下崎は『モンシェリCoCo』放送時、スタッフとのトラブルで制作主任を降板。そのため「『モンシェリCoCo』のプロデューサーが交通事故を起こしたため辞めた」と言う噂がたち、その噂が一人歩きし、いつのまにか「交通事故で富田耕生が降りた」という噂になっていたという。富田本人はマンガ家のとり・みきからのインタビューにこの噂について「まあそのほうがいいでしょ？（笑）」と答えている。
赤塚不二夫原作のアニメにも多く出演しており、1969年から1970年にかけて放送された『もーれつア太郎』の第1作アニメ版では、ブタ松とべしの2役に声をあてている。1988年には、『おそ松くん』の第2作アニメ版にも出演。同年に放送されたセガ・マークIII用ソフト『天才バカボン』のCMでは、1984年に死去した雨森雅司に代わって『天才バカボン』のバカボンのパパに声をあてている。本人は役を引き継ぐかどうかに悩み、ディレクターたちに相談したが、結果的には赤塚も喜んでくれ、引き受けて良かったと語っている。この出演以降、ほとんどの作品やCMにおいてバカボンのパパの声を担当しているが、1999年に放送された『レレレの天才バカボン』では局が替わったことにより小倉久寛に変更されており、富田はこれについて「困ったもんだね」と苦言を呈している。なお、2018年の『深夜!天才バカボン』ではパパのパパ役でゲスト出演した。ほかにも『ア太郎』では、『おそ松くん』からのスピンオフキャラクターであるデカパンにも声をあてている。
洋画の吹き替えにおいては、一癖も二癖もある俳優の芝居に引けを取らないインパクトを利かせる。持ち役には、アーネスト・ボーグナイン、オーソン・ウェルズ、チャールズ・ダーニング、バート・ヤング、リー・J・コッブ、ロッド・スタイガーなどがあり、とくにボーグナインは多くの作品で吹替を務め続け、2015年に『超音速攻撃ヘリ エアーウルフ』のBD発売に向けての追加収録に参加した際は、「ほとんどリハーサルなし。一遍見せてもらえば（当時と同じように）できるよ。（ボーグナインの）演技を盗んでいるし、のけぞるシーンがあれば一緒にのけぞってる。役が俺に入っちゃう。なりきっている。それがプロでしょ」と語り、40分近くもある欠落部分を、当時と変わらない声、息遣いで演じ切った。また、ボーグナインが亡くなった際には「よく頑張った、本当にお疲れさまって思いますよ。今でも忘れられないのが、胸板が本当に厚くて“やっぱ肉食う人なんだな”って思ったことですね。役柄に関係なくいつもあの感じでしゃべっていた人なので、芝居ではあまり苦労なさらなかったんじゃないかとも思います」とコメントを残している 。

## 出演
太字はメインキャラクター。

### テレビアニメ
1963年
- 鉄人28号 (テレビアニメ第1作)（大塚署長、敷島博士〈初代〉）
- 鉄腕アトム（第1作）（アトムのパパ、裁判長、アンナの父、ベイガリーのマスター、コロンブーブー、ダロス博士、カヌート王、主人、不渡社長、ヘレニア国大統領、パブロフ博士、レジスタンス、鞍馬天狗）

1965年
- ジャングル大帝（ガラゴ、老ライオン、嗅ぎ屋）
- 遊星少年パピイ

1966年
- 魔法使いサリー（1966年 - 1968年、泥棒A、雪だるま、おじいちゃん、和尚）
- 遊星少年パピイ（マルコ博士）

1967年
- ピュンピュン丸（1967年 - 1970年、サンボロ、ゴロゴロン、石川5 1/2エ門 他）

1968年
- あかねちゃん（北小路会長）
- モノクロ版怪物くん（半魚人、キョウダイゴンの兄、老人、アワール、フータン、マダン 他）
- ゲゲゲの鬼太郎（第1作）（1968年 - 1969年、子泣きじじい、一反もめん、ぬりかべ）
- サイボーグ009（1968年版）

1969年
- ウメ星デンカ
- 海底少年マリン（盗賊団の親方、ダンパー）
- タイガーマスク（1969年 - 1970年、オープニングナレーション、アイアンベア、マイク・ブリスコ / レッド・ファング、キラー・ロジンスキー 他）
- どろろ（グウ太郎）
- ムーミン（1969年 - 1972年、スニフ） - 2シリーズ
- もーれつア太郎（第1作）（1969年 - 1970年、ベシ、ブタ松 他）

1970年
- 巨人の星

1971年
- アニメンタリー 決断
- アパッチ野球軍（岩城校長）
- ゲゲゲの鬼太郎（第2作）（1971年 - 1972年）
- さすらいの太陽（熊五郎）
- さるとびエッちゃん
- 珍豪ムチャ兵衛
- ルパン三世 (TV第1シリーズ)（1971年 - 1972年）

1972年
- アニメドキュメント ミュンヘンへの道
- 海のトリトン（レハール）
- 樫の木モック（親方）
- 正義を愛する者 月光仮面 ※第7話
- デビルマン（ゲルゲ）
- ハゼドン（スズキントキ）
- マジンガーZ（1972年 - 1974年、Dr.ヘル、ヌケ）
- 魔法使いチャッピー（ドンちゃん、ジイ）
- モンシェリCoCo（パン屋）

1973年
- 赤胴鈴之助
- キューティーハニー（1973年 - 1974年、早見団兵衛）
- けろっこデメタン（ギヤ太）
- ゼロテスター（1973年 - 1974年、ガオ博士）
- ドラえもん（日本テレビ版）（ドラえもん〈初代〉）
- ドロロンえん魔くん（1973年 - 1974年）
- 山ねずみロッキーチャック（熊のバスター）
- ミクロイドS（毎朝新聞デスク）

1974年
- ゲッターロボ（1974年 - 1975年、早乙女博士、ジョーホー）
- 小さなバイキングビッケ（ハルバル）
- 星の子チョビン（クマンどん）

1975年
- ゲッターロボG（1975年 - 1976年、早乙女博士、ジョーホー）
- 新造人間キャシャーン（閣下）
- みつばちマーヤの冒険（クリストフ・プック）
- UFOロボ グレンダイザー（1975年 - 1977年、牧葉団兵衛、ガンダル）
- わんぱく大昔クムクム（パルパル）

1976年
- 超電磁ロボ コン・バトラーV（1976年 - 1977年、四ツ谷博士）
- まんが 花の係長（1976年 - 1977年、綾路地麻朱麿呂）

1977年
- 家なき子
- ジェッターマルス（ヒゲオヤジ）
- ルパン三世 (TV第2シリーズ)（1977年 - 1980年）
- 惑星ロボ ダンガードA（1977年 - 1978年、大江戸、タクガー）

1978年
- 一休さん
- SF西遊記スタージンガー（1978年 - 1979年、ハッカ）
- 100万年地球の旅 バンダーブック（ボルボックス王）

1979年
- アニメーション紀行 マルコ・ポーロの冒険（マテオ・ポーロ）
- 宇宙戦艦ヤマト 新たなる旅立ち（デーダー）
- 宇宙戦艦ヤマト2（ザバイバル）
- ドラえもん（テレビ朝日版第1期）
- 海底超特急マリン・エクスプレス（伴俊作）
- 怪盗ルパン813の謎（ケセルバッハ）
- サイボーグ009（1979年版）（1979年 - 1980年、博士 / アイザック＝ギルモア）

1980年
- 宇宙大帝ゴッドシグマ（1980年 - 1981年、風見博士）
- 太陽の使者 鉄人28号（1980年 - 1981年、大塚茂警部）
- フウムーン（ヒゲオヤジ）

1981年
- 怪物くん（モンストロ、パニックマン）
- 鉄腕アトム（第2作）（ドクターオズ）
- 百獣王ゴライオン（1981年 - 1982年、ダイ・バザール、ナレーション）
- ブレーメン4 地獄の中の天使たち（アダジオ）
- 六神合体ゴッドマーズ（1981年 - 1982年、大塚長官）

1982年
- 科学救助隊テクノボイジャー（ロベルト）
- ゲームセンターあらし（ドクロ大帝）
- 太陽の子エステバン（ピサロ総督、テテオラ）
- プロゴルファー猿（1982年 - 1988年、虎大人、おっちゃん） - 2シリーズ+特別編1作品

1983年
- イタダキマン（妖怪ナマズ〈ドクター〉）
- うる星やつら（老人〈柳精翁〉）
- 銀河漂流バイファム（1983年 - 1984年、ナレーター、ベロア大佐、バーツの父、アイゼル）
- ピュア島の仲間たち（スマッジ船長）
- 装甲騎兵ボトムズ（1983年 - 1984年、カルメーニ、治安警察隊長、ブールーズ・ゴウト）

1984年
- アタッカーYOU!（高田）
- オヨネコぶーにゃん（猫山所長）
- 銀河パトロールPJ（ジャンボ）
- 大自然の魔獣バギ（所長）
- 超時空世紀オーガス（大佐）
- 超力ロボ ガラット（1984年 - 1985年、知事）
- 名探偵ホームズ（1984年 - 1985年、ワトソン）
- 森のトントたち（1984年 - 1985年、ヨウルプッキ）
- ルパン三世 PARTIII（1984年 - 1985年）

1986年
- 銀河探査2100年 ボーダープラネット（ヒゲオヤジ）
- ドテラマン（ドツ鬼）
- めぞん一刻（1986年 - 1988年、響子の父）

1988年
- 美味しんぼ（1988年 - 1993年、唐山陶人） - 1シリーズ + 特別編2作品
- おそ松くんスペシャル あっぱれ!チビ太の鬼たいじザンス（鬼の大統領）
- ドクター秩父山（越谷博士）

1989年
- 青いブリンク（ボス）
- おそ松くん第2作（子分）
- それいけ!アンパンマン（ドロンガ）
- 手塚治虫物語 ぼくは孫悟空（ヒゲオヤジ）

1990年
- それいけ!アンパンマン みなみの海をすくえ!（おばけいか）
- 平成天才バカボン（パパ）
- ルパン三世 ヘミングウェイ・ペーパーの謎（コンサノ）

1991年
- バカボンおそ松のカレーをたずねて三千里（パパ）

1992年
- 笑ゥせぇるすまん（泡手退三）

1993年
- 花の魔法使いマリーベル（聖なる樹）

1996年
- 超者ライディーン（バーゲスト）

1997年
- 名探偵コナン（1997年 - 2020年、三上武男、綿貫義一、藤枝幹雄、赤塚賢造、鈴木次郎吉〈2代目〉）

1999年
- カウボーイビバップ（ドクター・バッカス）
- 週刊ストーリーランド（署長）
- ワイルドアームズ トワイライトヴェノム（キハーノ）

2000年
- タイムボカン2000 怪盗きらめきマン（金魚屋出目蔵）
- デジモンアドベンチャー02（火田主税）
- 手塚治虫が消えた!? 20世紀最後の怪事件（ヒゲオヤジ）

2001年
- サラリーマン金太郎（伊郷龍蔵）
- ポケットモンスター（ショーノスケ）

2002年
- 東京アンダーグラウンド（留美奈の祖父）

2003年
- アストロボーイ・鉄腕アトム（ヒゲオヤジ）
- ブラック・ジャック2時間スペシャル 〜命をめぐる4つの奇跡〜（マスター）

2004年
- かいけつゾロリ（ゴメス所長）
- ブラック・ジャック（マスター）

2006年
- ブラック・ジャック21（マスター）

2007年
- エル・カザド（プチョ）

2008年
- 銀魂（不動三蔵）
- スケアクロウマン（ネロー）

2009年
- クプ〜!!まめゴマ!（ぼーじい）
- ゴルゴ13（インゲマル・ペテンセン）

2014年
- それでも世界は美しい（元老・ラトクリフ）
- まじっく快斗1412（鈴木次郎吉）

2015年
- ヤング ブラック・ジャック（伴俊作）

2016年
- 名探偵コナン エピソード“ONE” 小さくなった名探偵（鈴木次郎吉）

2018年
- Cutie Honey Universe（早見団兵衞）
- 深夜!天才バカボン（パパのパパ）

### 劇場アニメ
1968年
- アンデルセン物語（ハンスの父）

1969年
- 空飛ぶゆうれい船（埴輪長官）

1970年
- ちびっ子レミと名犬カピ（ジェローム）

1971年
- アリババと40匹の盗賊（ランプの魔物）
- どうぶつ宝島（オットー）

1972年
- ながぐつ三銃士（ネズミ酋長）

1973年
- マジンガーZ対デビルマン（ドクターヘル）

1974年
- きかんしゃやえもん D51の大冒険（チュー兵衛）
- マジンガーZ対暗黒大将軍（ヌケ、鳥型戦闘獣バーディアン）

1975年
- グレートマジンガー対ゲッターロボ（早乙女）
- グレートマジンガー対ゲッターロボG 空中大激突（早乙女博士）

1976年
- グレンダイザー ゲッターロボG グレートマジンガー 決戦! 大海獣（早乙女博士）
- 長靴をはいた猫 80日間世界一周（ネズミ親爺）
- UFOロボ グレンダイザー対グレートマジンガー（ガンダル）

1977年
- 惑星ロボ ダンガードA対昆虫ロボット軍団（大江戸）

1978年
- さらば宇宙戦艦ヤマト 愛の戦士たち（ザバイバル）
- 世界名作童話 おやゆび姫（モグラ）
- ルパン三世 ルパンVS複製人間（警視総監）
- 惑星ロボ ダンガードA・宇宙大海戦（大江戸）

1981年
- グリックの冒険（ピッポー）

1982年
- 六神合体ゴッドマーズ（大塚長官）

1983年
- ゴルゴ13（ブレイガン）
- ドラえもん のび太の海底鬼岩城（ポセイドン）
- プロ野球を10倍楽しく見る方法（スパイ、アラカワ）

1984年
- 劇場版 名探偵ホームズ（ワトソン）
- プロ野球を10倍楽しく見る方法 PART2（オオサワ）

1986年
- プロゴルファー猿 スーパーGOLFワールドへの挑戦!!（おっちゃん）

1987年
- プロゴルファー猿 甲賀秘境!影の忍法ゴルファー参上!（おっちゃん）

1988年
- めぞん一刻 完結篇（響子の父）

1991年
- 武者・騎士・コマンド SDガンダム緊急出撃（武者ガンダム）

1993年
- かいけつゾロリ（タイガー）

1994年
- クレヨンしんちゃん ブリブリ王国の秘宝（アナコンダ）

1997年
- フランダースの犬（アンソール）

1998年
- ドラえもん のび太の南海大冒険（ドクタークロン）

1997年
- ジャングル大帝（ヒゲオヤジ）

1999年
- ザ☆ドラえもんズ おかしなお菓子なオカシナナ?（サト国王）

2001年
- 鉄腕アトム 〜地球最後の日〜（ヒゲオヤジ）
- メトロポリス（ヒゲオヤジ）

2005年
- ブラック・ジャック ふたりの黒い医者（マスター）

2007年
- 河童のクゥと夏休み（トシオ）

2008年
- HIGHLANDER ハイランダー 〜ディレクターズカット版〜（アメルガン）

2015年
- 名探偵コナン 業火の向日葵（鈴木次郎吉）

### OVA
1980年代
- 銀河漂流バイファム “ケイトの記憶” 涙の奪回作戦!!（1985年、ナレーター）
- 装甲騎兵ボトムズ（1985年、ブールーズ・ゴウト）
  - 装甲騎兵ボトムズ VOL. I STORIES OF THE "A.T.VOTOMS"
  - 装甲騎兵ボトムズ VOL. II HIGHLIGHTS FROM THE "A.T.VOTOMS"

- 装甲騎兵ボトムズ ザ・ラストレッドショルダー（1985年、ブールーズ・ゴウト）
- カリフォルニア・クライシス 追撃の銃火（1986年、カイン大佐）
- 装甲騎兵ボトムズ ウド（1986年、ブールーズ・ゴウト）
- 装甲騎兵ボトムズ クメン（1986年、ブールーズ・ゴウト）
- 装甲騎兵ボトムズ ビッグバトル（1986年、ブールーズ・ゴウト）
- 装甲騎兵ボトムズ サンサ（1988年、ブールーズ・ゴウト）
- 装甲騎兵ボトムズ クエント（1988年、ブールーズ・ゴウト）
- イース（1989年、ロダの木）
- 笑劇 新選組（1989年、ナレーション）
- 銀河英雄伝説（1989年、ビュコック）

1990年代
- CBキャラ 永井豪ワールド（1990年、Dr.ヘル）
- 機動戦士SDガンダム パパルの暁 第103話スギナムの花嫁（1991年、ドズル王）
- あばしり一家（1992年、悪馬尻駄ェ門）
- 特捜戦車隊ドミニオン（1993年、署長）
- 新・キューティーハニー（1994年、早見団兵衛）
- 黄龍の耳 美那の章（1995年、大河内）
- 銀河英雄伝説外伝 千億の星、千億の光（1998年、ビュコック）
- ゴルゴ13〜QUEEN BEE〜（1998年、ゴードン）
- MASTERキートン（1999年、オッター警視）

2000年代
- 銀河英雄伝説外伝 第三次ティアマト会戦（2000年、ビュコック）
- 真ゲッターロボ対ネオゲッターロボ（2000年、早乙女博士）
- マジンカイザー（2001年 - 2002年、ドクター・ヘル）

2010年代
- 装甲騎兵ボトムズ 幻影篇（2010年、ブールーズ・ゴウト）
- 装甲騎兵ボトムズ 孤影再び（2011年、ブールーズ・ゴウト）
- 名探偵コナン えくすかりばあの奇跡（2012年、監督）

### Webアニメ
- ポケモンジェネレーションズ（2016年、プルート）

### ゲーム
1992年
- ライズ・オブ・ザ・ドラゴン（マハラジャ）※メガCD版

1997年
- スーパーロボット大戦F（1997年 - 1998年、Dr.ヘル、早乙女博士、四谷博士） - 2作品
- レゴアイランドの大冒険（インフォマニアック）

1998年
- 装甲騎兵ボトムズ ウド・クメン編（ブールーズ・ゴウト）

1999年
- スーパーロボット大戦コンプリートボックス

2000年
- さらば宇宙戦艦ヤマト 愛の戦士たち（ザバイバル）
- スーパーロボット大戦α（2000年 - 2001年、Dr.ヘル、早乙女博士） - 2作品

2001年
- レイルロード・タイクーンII 完全日本語版（ナレーション）

2002年
- スーパーロボット大戦IMPACT（ガンダル司令、地獄大元帥）

2003年
- ゲゲゲの鬼太郎 異聞妖怪奇譚（ぬりかべ）
- ゲゲゲの鬼太郎 危機一髪!妖怪列島（ぬりかべ）
- ゲゲゲの鬼太郎 逆襲!妖魔大血戦（ぬりかべ）
- 第2次スーパーロボット大戦α（地獄大元帥）

2004年
- 宇宙戦艦ヤマト イスカンダルへの追憶（デーダー）
- スーパーロボット大戦MX（2004年 - 2005年、ガンダル司令） - 2作品
- スーパーロボット大戦GC（Dr.ヘル）

2005年
- 宇宙戦艦ヤマト 二重銀河の崩壊（サーグラス）
- 第3次スーパーロボット大戦α 終焉の銀河へ（地獄大元帥）

2006年
- スーパーロボット大戦XO（Dr.ヘル、早乙女博士）

2007年
- デストロイ オール ヒューマンズ!（アームキスト将軍）

2008年
- クレヨンしんちゃん 嵐を呼ぶ シネマランド カチンコガチンコ大活劇! ※ライブラリ出演
- スーパーロボット大戦A PORTABLE（ガンダル司令、地獄大元帥）
- スーパーロボット大戦Z（ガンダル司令、風見博士）
- プロゴルファー猿（おっちゃん）

2010年
- コール オブ デューティ ブラックオプス（ダニエル・クラーク）
- Fallout New Vegas（ザ・キング）

2014年
- クレヨンしんちゃん 嵐を呼ぶ カスカベ映画スターズ!（アナコンダ伯爵）

### ドラマCD
- 平成バカボン 平成音楽大全集（パパ）
- S.S.D.S Super Stylish Doctors Story 愛の解体新書I（二十三代藤原源佐衛門助成）※特別出演
- 東京ナイトメア 薬師寺涼子の怪奇事件簿（中神真悟）

### 吹き替え

#### 担当俳優
アーネスト・ボーグナイン
- ER XV 緊急救命室（ポール・マニング）
- ヴァイキング（ラグナー）
- ウイラード（アル）※テレビ朝日版
- エア・サスペリア/401便の幽霊（ドム）
- 王子と乞食（ジョン・キャンティ）
- 女ガンマン 皆殺しのメロディ（エメット・クレメンス）
- 北国の帝王（シャック）
- 銀河アドベンチャー/SF宝島（ビリー・ボーンズ）
- コンボイ（ライル・ウォーレス）
- 世界崩壊の序曲（トム・コンティ）
- ダーティ・ヒーロー/地獄の勇者たち（ウォーデン将軍）
- 大火災（サム・ブリスベン）
- 超音速攻撃ヘリ エアーウルフ（ドミニク・サンティーニ）
- 追跡者（サム・パクストン）
- 飛べ!フェニックス（トラッカー・コッブ）※テレビ東京版
- 不思議の国のアリス(1985)（ライオン）
- ブラックホール（ハリー・ブース）
- ポセイドン・アドベンチャー（マイク・ロゴ刑事）※TBS版・LD版
- 北極の基地/潜航大作戦（ボリス・ヴァスロフ）※テレビ朝日版
- ホット・ネイビー/カリブ海イケイケ大作戦（コブラ）
- マンハンター/暴虐の銃弾（ベン）※テレビ東京版
- 汚れた七人（バート）
- 雷撃命令（アーチー・スローン）
- ワイルドバンチ（ダッチ・エングストローム）

アルバート・サルミ
- 逃亡者 #23（チャック・マザーズ）
- ナイトライダー シーズン2 #7（バック・レイバーン）
- 墓石と決闘（オクタヴィアス・ロイ）

ウィルフォード・ブリムリー
- コクーン2/遥かなる地球（ベンジャミン・ラケット）※ソフト版
- ザ・ファーム 法律事務所（ウィリアム・デヴァシャー）※フジテレビ版
- ハード・ターゲット（ドゥービー）※フジテレビ版
- 遊星からの物体X（ブレア）

ウォルター・マッソー
- サブウェイ・パニック（ザッカリー・ガーバー）
- シャレード（ハミルトン・バーソロミュー）※フジテレビ版
- ハロー・ドーリー!（ホレス・ヴァンダーゲルダー）※LD版
- 星に想いを（アルバート・アインシュタイン）

エドワード・アズナー
- アパッチ砦・ブロンクス（コノリー）
- X-ファイル シーズン6 第6話「クリスマス・イブの過ごし方」（モーリス）※ソフト版
- エル・ドラド（バート・ジェイソン）※テレビ東京版
- 救命医ハンク3 セレブ診療ファイル（テッド・ロス）
- CSI:ニューヨーク5（エイブラハム・クライン / クラウス・ブラウン）#22
- HAWAII FIVE-0 シーズン2 #19、シーズン3 #2（オーガスト・マーチ）
- 100万ドルを取り返せ!（ハーヴェイ・メトカーフ）
- MACGYVER/マクガイバー #41（ソウル）

エドワード・G・ロビンソン
- 赤い家（ピーター）
- キー・ラーゴ（ジョニー・ロッコ）
- 逆転（ストラトマン博士）
- シンシナティ・キッド（ランシー・ハワード）
- ちょっとご主人貸して（ナードリンガー社長）

M・エメット・ウォルシュ
- 新アウターリミッツ（バレ）
- レーシング・ストライプス（ウッジー）※日本テレビ版
- レッド・スコルピオン（デューイ・ファガーソン）※ソフト版

オーソン・ウェルズ
- さすらいの航海（ホセ・エステデス）
- 007 カジノロワイヤル（ル・シフル）※テレビ朝日版
- 長く熱い夜（ウィル・ヴァーナー）
- 復讐無頼/狼たちの荒野（カスコッロ将軍）※テレビ東京版
- メル・ブルックス/珍説世界史PARTI（ナレーター）
- 予期せぬ出来事（マックス・ブーダ）※テレビ東京版
- 香港定期便（ハート船長）

ジャック・ウォーデン
- あなたが寝てる間に…（ソウル・タトル）
- がんばれ!ベアーズ（バターメーカー）
- シャンプー（レスター）
- 天国から来たチャンピオン（マックス・コークル）
- プレシディオの男たち（ロス・マクルーア元曹長）※ソフト版
- ユーズド・カー（ロイ・ヒュークス/ルーク・ヒュークス）

ジョージ・ケネディ
- 黒い弾丸/オーエンス物語（チャーリー・ライリー）
- 政治犯・金賢姫/真由美（バーレーンの捜査官）
- 大洪水・脱出パニック死の谷（サム・ハドリー）
- 超高層プロフェッショナル（ビッグ・ルー・キャシディ）
- 裸の銃を持つ男（エド・ホッケン）※ソフト版
- 暴力脱獄（ドラグライン）
- ロス警察25時（バンパー・モルガン）

ダニー・デヴィート
- ザ・プロフェッショナル（ミッキー・バーグマン）
- スモールフット（ドーグル）
- ベイビー・トーク3/ワンダフル・ファミリー（ロックス）※ソフト版
- マン・オン・ザ・ムーン（ジョージ・シャピロ）
- 勇気あるもの（ビル・レイゴー）

チャールズ・ダーニング
- オー・ブラザー!（パピー・オダニエル）
- 狼たちの午後（ユージーン・モレッティ巡査部長）
- ザ・プラクティス ボストン弁護士ファイル（スティーブン・ドネル）
- シャーキーズ・マシーン（フリスコー警部補）
- トッツィー（レス・ニコルズ）※フジテレビ版
- ファイナル・カウントダウン（サミュエル・チャップマン上院議員）※テレビ朝日版
- ブレンダ・スター（フランシス・I・リヴライト）※テレビ朝日版
- マペットの夢みるハリウッド（ドク・ホッパー）※LD版
- 世にも不思議なアメージング・ストーリー シーズン2 #5（アール）

ドナルド・プレザンス
- ソルジャー・ブルー（アイザック・Q・カンバー）
- ドラキュラ（ジャック・セワード博士）
- ハロウィンシリーズ（サム・ルーミス医師）
  - ハロウィンII
  - ハロウィン4 ブギーマン復活 ※ビデオ版
  - ハロウィン5 ブギーマン逆襲 ※ビデオ版

トン・ピョウ
- ファイナル・プロジェクト（ビル署長）※フジテレビ版
- プロジェクトA2 史上最大の標的（警察局長）※フジテレビ版
- ポリス・ストーリー/香港国際警察（ビル警部）※フジテレビ版
- レッド・ブロンクス（ビルおじさん）※フジテレビ版

バーナード・フォックス
- 奥さまは魔女（ドクター・ボンベイ）
- タバサ（ドクター・ボンベイ）
- タイタニック（アーチボルド・グレイシー大佐）※フジテレビ版

バート・ヤング
- 大狂乱（ジェリー・フェルドマン）
- トランスアメリカ（マーレイ）
- プルート・ナッシュ（ジーノ）
- ロッキーシリーズ（ポーリー・ペニーノ）
  - ロッキー
  - ロッキー2
  - ロッキー3 ※TBS版
  - ロッキー4/炎の友情
  - ロッキー5/最後のドラマ
  - ロッキー・ザ・ファイナル

ピーター・ボイル
- アウトランド（マーク・B・シェパード）
- 暗黒街の人気モノ/マシンガン・ジョニー（ジョッコ・ダンディー）
- X-ファイル（クライド・ブラックマン）※ソフト版
  - X-ファイル2018（シーズン11）※回想シーンの新録

- ドクター・ドリトル（キャロウェイ）※日本テレビ版
- レッドブル（ルー・ドネリー警視）※テレビ朝日版

ブライアン・コックス
- アダプテーション（ロバート・マッキー）
- ザ・リング（リチャード・モーガン）※フジテレビ版
- ボーン・アイデンティティー（ウォード・アボット）※フジテレビ版

ポール・ソルヴィノ
- アンダーカバー・じーさん（ジョバンニ）
- ノック・オフ（ハリー・ジョンソン）※ソフト版
- ロケッティア（エディー・ヴァレンタイン）※テレビ朝日版
- ロミオ+ジュリエット（フルヘンシオ・キャピュレット）※ソフト版

ボブ・ホスキンス
- コットンクラブ（オウニー・マドゥン）※TBS版
- スーパーマリオ 魔界帝国の女神（マリオ・マリオ）
- スターリングラード（ニキータ・フルシチョフ）※ソフト版
- プラスティック・ナイトメア/仮面の情事（ガス・クライン）

リー・J・コッブ
- イブの三つの顔（ルーサー）
- ヴァージニアン・死刑執行人（ジャッジガース）
- 栄光への脱出（バラク・ベン・カナン）
- 十二人の怒れる男（陪審員3番）※テレビ朝日版
- 追跡者（ブロンソン）
- 電撃フリントGO!GO作戦（ロイド・C・クラムデン長官）※フジテレビ版
- 波止場（ジョニー）
- マッケンナの黄金（サム・フラー）※テレビ朝日版
- マンハッタン無宿（マッケルロイ警部補）※フジテレビ版
- ラスベガス強奪作戦（スコルスキー）
- 若き弁護士たち（デビッド・バレット）

ロッド・スタイガー
- 女と将軍（将軍）
- コーザ・ノストラ（ジーン・ジャンニーニ）
- 殺人のはらわた（ジョー・ボンポーザ）
- 砂漠のライオン（ベニート・ムッソリーニ）
- マーズ・アタック!（デッカー将軍）※テレビ東京版
- 夕陽のギャングたち（ファン・ミランダ）
- 夜の大捜査線（ビル・ギレスピー署長）※テレビ朝日版・TBS版
- ロリ・マドンナ戦争（レイバン・フェザー）

ロバート・プロスキー
- デッドマン・ウォーキング（ヒルトン・バーバー）※ソフト版
- ベイビー、ウォンテッド!（E.T）
- マッド・シティ（ルー・ポッツ）※フジテレビ版
- ミセス・ダウト（ジョナサン・ランディ社長）※フジテレビ版
- ラスト・アクション・ヒーロー（ニック）※フジテレビ版

#### 映画
- アイガー・サンクション（ポープ〈グレゴリー・ウォルコット〉）※フジテレビ版
- 青い珊瑚礁（パディ・バトン〈レオ・マッカーン〉）
- 青い体験（イグナツィオ〈テューリ・フェッロ〉）
- 暁の用心棒（アギラ〈フランク・ウォルフ〉）※テレビ朝日版
- 悪魔たち、天使たち（ウィントン・マイヤーズ判事〈デヴィッド・オグデン・スティアーズ〉）
- アニマルファーム（英語版）（ナポレオン〈パトリック・スチュワート〉）
- アマデウス（ボンノ宮廷楽長〈パトリック・ハインズ〉）
- 荒鷲の翼（“ジャグヘッド”カーソン〈ダン・デイリー〉）※テレビ東京版
- アルゴ探検隊の大冒険（アルゴス〈ローレンス・ナイスミス〉）※テレビ朝日版
- アンネの日記（ファン・ダーン氏〈ルウ・ジェコビ〉）
- 怒りの河（ジェレミー・ベイル〈ジェイ・C・フリッペン〉）※フジテレビ版
- 怒りの荒野（ターナー〈エンニオ・バルボ〉）※テレビ朝日版
- 緯度0大作戦（マリク〈シーザー・ロメロ〉）
- ヴァレリアン 千の惑星の救世主（国防大臣〈ハービー・ハンコック〉[117]）
- ヴァンパイア・イン・ブルックリン（ジーコ博士〈ゼイクス・モカエ〉）※フジテレビ版
- 裏窓（ラーズ〈レイモンド・バー〉）※テレビ朝日版
- エアフォース・ワン（ロイド・シェパード首席補佐官〈ポール・ギルフォイル〉[118]）※日本テレビ版
- 英雄の条件（H・ローレンス・ホッジス将軍〈フィリップ・ベイカー・ホール〉）※フジテレビ版
- エイリアン（アッシュ〈イアン・ホルム〉）※フジテレビ版
- エイリアン3（アンドリュース〈ブライアン・グローヴァー〉）※劇場公開版・フジテレビ版
- エグゼクティブ・コマンド（ローワン〈ポール・ウィンフィールド〉）※フジテレビ版
- エスケープ・フロム・L.A.（マロイ〈ステイシー・キーチ〉）※フジテレビ版
- エデンの東（サム〈バール・アイヴス〉）
- L.A.コンフィデンシャル（市警察本部長〈ジョン・マホーン〉）※フジテレビ版
- オーシャンズシリーズ（ルーベン・ティシュコフ〈エリオット・グールド〉）※ソフト版、（ソール・ブルーム〈カール・ライナー〉）※フジテレビ版・日本テレビ版
  - オーシャンズ11
  - オーシャンズ12
  - オーシャンズ13
  - オーシャンズ8[119]
- オールド・ルーキー（ヘンリー・サンプソン〈ロイス・D・アップルゲイト〉）
- 黄金の七人（アドルフ〈ガストーネ・モスキン〉）※日本テレビ版
- 男が女を愛する時（ウォルター 〈ユージン・ロッシュ〉）
- おもちゃの国のクリスマス（トイマスター〈パット・モリタ〉）
- オリエント急行殺人事件（ビアンキ〈マーティン・バルサム〉）
- オリバーツイスト（ブラウンロー氏〈エドワード・ハードウィック〉）
- 快傑ゾロ（ドン・ルイス・キンテロ〈J・エドワード・ブロムバーク〉）
- 火星人地球大襲撃（スラッデン〈ダンカン・ラモント〉）※NET版
- カットスロート・アイランド（ジョン・リード〈モーリー・チェイキン〉）※フジテレビ版
- 華麗なる相続人（マックス・ホルヌング警部〈ゲルト・フレーベ〉）
- 眼下の敵（ハイニ先任士官〈セオドア・ビケル〉）※フジテレビ版
- ガントレット（ジョゼフィン〈パット・ヒングル〉）
- キスへのプレリュード（ドクター・ボイル〈ネッド・ビーティ〉）
- キャノンボール（ビクター〈ドム・デルイーズ〉[120]）
- キャノンボール2（ビクター〈ドム・デルイーズ〉）
- キャプテン・キッドの宝島（英語版）（キャプテン・ウォーターズ〈イアン・バネン〉）
- 恐怖の報酬（コーレット〈ラモン・ビエリ〉）
- キョンシーVS五福星（犬養）
- 空軍大戦略（ヘルマン・ゲーリング元帥〈ハイン・リース〉）
- クラッシュ・ダイブ 急速潜航（ペンドルトン提督〈フレデリック・フォレスト〉）※フジテレビ版
- クラッシュ・ダイブ II 沈黙の潜水艦 ※フジテレビ版
- グラディエーター（プロキシモ〈オリヴァー・リード〉）※ソフト版
- クレイマー、クレイマー（ジョン・ショーネシー〈ハワード・ダフ〉）※日本テレビ版
- グレムリン（ランダル・ペルツァー〈ホイト・アクストン〉）
- 黒い罠（グランディ〈エイキム・タミロフ〉）
- クロコダイル・ダンディー（ウォルター・ライリー〈ジョン・メイロン〉）※フジテレビ版
- クロコダイル・ダンディー2（ウォルター・ライリー〈ジョン・メイロン〉）※フジテレビ版
- 決死圏SOS宇宙船（ジェイソン・ウェッブ司令官〈パトリック・ワイマーク〉）
- ゴージャス（プウの父〈チェン・ソンヨン〉）※パイオニアLDC版
- ゴーストハンターズ（エッグ・シェン〈ヴィクター・ウォン〉）
- 攻撃（クーニー大尉〈エディ・アルバート〉）
- 荒野の決闘（モーガン・アープ〈ワード・ボンド〉）※テレビ朝日版
- 荒野の大活劇（ジム〈クリス・ウェルタ〉）※テレビ朝日版
- 荒野の用心棒（カルロス〈ホセ・カルヴォ〉）※テレビ朝日旧録版・テレビ朝日新録版
- ゴッドファーザー（クレメンザ〈リチャード・S・カステラーノ〉）※日本テレビ版
- ゴッドファーザー PART III（アルトベッロ〈イーライ・ウォラック〉）※ソフト版
- ゴリラ（ルイジ・パトロヴィータ〈サム・ワナメイカー〉）※テレビ朝日版
- ゴルゴ13（マックス・ボア〈ガタキチャン〉）
- 殺しが静かにやって来る（ギデオン保安官〈フランク・ウォルフ〉）
- 殺し屋ハリー/華麗なる挑戦（アンクル・フランク・ケリー〈エドモンド・オブライエン〉）
- サイコ2（ジョン・ハント保安官）
- サイボーグコップ（ケッセル〈ジョン・リス＝デイヴィス〉）
- 再来!キョンシーズ（オジキョン）
- ザ・エージェント（マット〈ボー・ブリッジス〉）※日本テレビ版
- ザ・カンニング IQ=0（グロッセ警部〈ミシェル・ガラブリュ〉）
- さすらいのカウボーイ（アーチ・ハリス〈ウォーレン・オーツ〉）
- ザ・フライ2 二世誕生（アントン・バートック〈リー・リチャードソン〉）※テレビ朝日版
- 猿の惑星（ジョン・ランドン中尉〈ロバート・グンナー〉）※TBS版
- 3人の逃亡者（ドゥーガン〈ジェームズ・アール・ジョーンズ〉）
- サンフランシスコ大空港（ウッドラフ〈ダナ・エルカー〉）
- G.I.ジェーン（セオドア・ヘイズ〈ダニエル・フォン・バーゲン〉）※フジテレビ版
- 死刑台のメロディ（ムーア〈ミロ・オーシャ〉）
- 地獄の7人（ローズ大佐〈ジーン・ハックマン〉）
- 地獄のデビル・トラック（ヘンダーショット〈パット・ヒングル〉）
- 地獄への道（牢番〈スリム・サマーヴィル〉）
- シティヒート（プリモ・ピット〈リップ・トーン〉）※テレビ朝日版
- ジャッカルの日（トーマス警視〈トニー・ブリットン〉）※テレビ東京版
- 13日の金曜日 PART8 ジェイソンN.Y.へ（ロバートソン船長〈ウォーレン・マンソン〉）※フジテレビ版
- ショート・サーキット2 がんばれ!ジョニー5（オスカー・ボールドウィン〈ジャック・ウェストン〉）※日本テレビ版
- 少林寺への道（中国語版）（チーチャン管長）
- 新・動く標的（キルボーン〈マーレイ・ハミルトン〉）※テレビ朝日版
- 紳士泥棒 大ゴールデン作戦（ハリー・グラノフ〈マーティン・バルサム〉）
- 新Mr.Boo!鉄板焼（店長）
- スチュアート・リトル（ミスター・スカウト〈ブルーノ・カービー〉）※ソフト版
- スパイ・ゲーム（ハリー・ダンカン〈デヴィッド・ヘミングス〉）※フジテレビ版
- 素晴らしきヒコーキ野郎（マンフレッド・フォン・ホルスタイン大佐〈ゲルト・フレーベ〉）※NHK版
- スパルタカス（グラッカス〈チャールズ・ロートン〉、マーセラス〈チャールズ・マッグロー〉）※フジテレビ版
- スピード2（Mr.ケンター〈ティム・コンウェイ〉）※フジテレビ版
- スポーン（クラウン / ヴァイオレーター〈ジョン・レグイザモ〉）
- スマーフ（パパ・スマーフ〈ジョナサン・ウィンタース〉）
- スマーフ2 アイドル救出大作戦!（パパ・スマーフ〈ジョナサン・ウィンタース〉）
- セレンディピティ（セールスマン〈ユージン・レヴィ〉）
- 潜水艦X-1号（レドメイン中将〈ルパート・デイヴィス〉）※テレビ朝日版
- 千の顔を持つ男（ロン・チェイニー〈ジェームズ・キャグニー〉）
- 戦略大作戦（コルト将軍〈キャロル・オコナー〉）
- それ行けスマート/0086笑いの番号（チーフ〈ダナ・エルカー〉）
- ダーティファイター 燃えよ鉄拳（チョーラ〈ジョン・クエイド〉）
- ターミナルフォース/叛逆のサイバーコップ（ジョナサン・ギャント博士〈マーティン・E・ブルックス〉）
- ターミネーター（エド・トラクスラー警部〈ポール・ウィンフィールド〉）※ビデオ版
- 大逆転（コールマン〈デンホルム・エリオット〉）※日本テレビ版
- 大脱走（アーチボルト・アイヴス〈アンガス・レニー〉）※フジテレビ版
- ダイ・ハード（アル・パウエル巡査部長〈レジナルド・ヴェルジョンソン〉）※フジテレビ版
- ダイ・ハード2（アル・パウエル巡査部長〈レジナルド・ヴェルジョンソン〉）※フジテレビ版
- ダイ・ハード3（チャーリー〈ケヴィン・チャンバーリン〉）※フジテレビ版
- タイムライン（ジョンストン〈ビリー・コノリー〉）
- 大陸横断超特急（オリヴァー・チョンシー保安官〈クリフトン・ジェームズ〉）※テレビ朝日版
- 誰が為に鐘は鳴る（パブロ〈エイキム・タミロフ〉）※TBS版
- TAXiシリーズ（ジベール署長〈ベルナール・ファルシー〉）※フジテレビ版
  - TAXi
  - TAXi2
  - TAXi3
- 戦うパンチョ・ビラ（ビクトリアーノ・ウエルタ〈ハーバート・ロム〉）
- ダブルチーム（アレックス・ゴールドスマイス〈ポール・フリーマン〉）※テレビ朝日版
- チェンバー・オブ・フィア/恐怖の密室（英語版）（ローランド）
- チャーリーズ・エンジェル フルスロットル（マンデー氏〈ジョン・クリーズ〉）※ソフト版
- 超能力学園Z（ウォルター・ジョンソン〈ロバート・マンダン〉）
- 月世界征服（チャールズ・カーグレイブス博士〈ワーナー・アンダーソン〉）
- ディスクロージャー（ベン・ヘラー〈アラン・リッチ〉）※テレビ朝日版
- テッド（ナレーション〈パトリック・スチュワート〉）
- テッド2（ナレーション〈パトリック・スチュワート〉[121]）
- テネシー・ナイツ（キーファー保安官代理〈ネッド・ビーティ〉）
- トイ・ソルジャー（ディーン・エドワード・パーカー〈ルイス・ゴセット・ジュニア〉）※フジテレビ版
- ドク・ハリウッド（ホーグ医師〈バーナード・ヒューズ〉）※ソフト版、（ニコルソン町長〈デヴィッド・オグデン・スティアーズ〉）※フジテレビ版
- ドッグ・イン・パラダイス（ムジョーネ獣医〈ピーター・ユスティノフ〉）
- ドッジボール（パッチーズ・オフーリハン〈リップ・トーン〉）
- ドラゴン特攻隊（オマツ〈ファン・チェン〉[122]）※日本テレビ版
- トラ・トラ・トラ!（ブラットン陸軍大佐〈E・G・マーシャル〉）
- トランザム7000（ビュフォード・T・ジャスティス〈ジャッキー・グリーソン〉）
- トランザム7000VS激突パトカー軍団（ビュフォード・T・ジャスティス / ゲイロード・ジャスティス / レジナルド・ヴァン・ジャスティス〈ジャッキー・グリーソン〉[123]）※テレビ朝日版
- ナバロンの要塞（ジェンセン准将〈ジェームズ・ロバートソン・ジャスティス（英語版）〉）※NET版
- 何かいいことないか子猫チャン（フリッツ・ファスベンター〈ピーター・セラーズ〉）
- ネバー・クライ・ウルフ（ロージー〈ブライアン・デネヒー〉）※フジテレビ版
- ハーフ・ア・チャンス（ルドウィニャン〈ミシェル・オーモン〉）
- ハーレム・ナイト（ベニー・ウィルソン〈レッド・フォックス〉）※フジテレビ版
- パイレーツ・オブ・カリビアン/生命の泉（ジョージ2世〈リチャード・グリフィス〉）
- 博士の異常な愛情（T・J・"キング"コング少佐〈スリム・ピケンズ〉）※テレビ朝日版
- 裸のランナー（マーティン・スラッテリー〈ピーター・ヴォーン〉）
- バタリアン（アーニー〈ドン・カルファ〉）
- バックドラフト（ロナルド・バーテル〈ドナルド・サザーランド〉）※フジテレビ版
- ハドソン・ホーク（トミー〈ダニー・アイエロ〉）※ソフト版
- パトリオット・ゲーム（ジェームズ・グリーア提督〈ジェームズ・アール・ジョーンズ〉）※フジテレビ版
- ハリーの災難（アルバート・ワイルス〈エドマンド・グウェン〉）
- バロン（バロン〈ジョン・ネヴィル〉）※フジテレビ版
- ハンター（リッチー〈イーライ・ウォラック〉）※テレビ朝日版
- ヒーロー/靴をなくした天使（ゴーインズ判事〈ウォーレン・バーリンガー〉）※日本テレビ版
- ビーン（ニュートン将軍〈バート・レイノルズ〉）※フジテレビ版
- ビバリーヒルズ・コップ3（ジョン・フリント〈ヘクター・エリゾンド〉）※フジテレビ版
- 昼下りの情事（ミスター・X〈ジョン・マッギーバー〉）※テレビ朝日旧録版
- ブーメランのように（レオーニ〈ピエール・マグロン〉）
- ファイヤーフォックス（ケネス・オーブリー〈フレディ・ジョーンズ〉）※テレビ朝日版
- フェティッシュ（英語版）（ロジャー〈バリー・コービン〉）
- フォレスト・ガンプ/一期一会（医者〈ハロルド・G・ハーサム〉）※フジテレビ版
- フラッシュダンス（ジェイク・モービー〈ロン・カラバトソス〉）
- プリティ・ウーマン（ジェームズ・モース〈ラルフ・ベラミー〉）※フジテレビ版
- ブルー・アイス（英語版）（ヘクター〈イアン・ホルム〉）
- プロデューサーズ（マックス・ビアリストック〈ゼロ・モステル〉）
- プロフェシー/恐怖の予言（イズリー〈リチャード・ダイサート〉）
- ペイルライダー（コイ・ラフッド〈リチャード・ダイサート〉）
- 北京の55日
- ホーム・アローン（フランク・マカリスター〈ゲリー・バンマン〉）※フジテレビ版
- ホーム・アローン2（フランク・マカリスター〈ゲリー・バンマン〉）※フジテレビ版
- ボディガード（ビル・デヴァニー〈ビル・コッブス〉）※フジテレビ版
- M★A★S★H マッシュ（ヘンリー・ブレイク中佐〈ロジャー・ボーウェン〉）※フジテレビ版
- まぼろしの市街戦（ハンバーガー少尉〈マーク・デューディーコート〉）
- 見ざる聞かざる目撃者（ブラドック〈アラン・ノース〉）
- ミスター・ノーボディ（サリヴァン〈ジャン・マルタン〉）※フジテレビ版
- Mr.レディMr.マダム（シモン・シャリエ〈ミシェル・ガラブリュ〉）
- Mr.レディMr.マダム2（シモン・シャリエ〈ミシェル・ガラブリュ〉）
- ミステリー、アラスカ（ベイリー・プルイット〈モーリー・チェイキン〉）
- ミッドナイト・ラン（マービン・ドーフラー〈ジョン・アシュトン〉[124]）※テレビ朝日版
- ミネソタ大強盗団（コール・ヤンガー〈クリフ・ロバートソン〉）
- ミラーズ・クロッシング（ジョニー・キャスパー〈ジョン・ポリト〉）
- 名探偵再登場（マルセル〈ジェームズ・ココ〉）
- メタル・ブルー（ヴァルドフスキー〈アラン・スカーフ〉）
- メル・ブルックス/珍説世界史PARTI（モーゼ/コミカス/トルケマダ/ジャック/ルイ16世〈メル・ブルックス〉）
- メンフィス・ベル（ブルース・デリンジャー大佐〈ジョン・リスゴー〉）※ビデオ版
- 燃える洞窟（メン・ハリ〈デレク・ゴッドフリー〉）
- ヤングガン（ブレディ保安官〈ダニー・カミン〉）
- ヤング・シャーロック/ピラミッドの謎（チェスター・クラグウィッチ〈フレディ・ジョーンズ〉）※フジテレビ版
- 幽幻道士3（サモハン）
- 郵便屋（イタリア語版）（本人〈ティント・ブラス〉）
- ライフwithマイキー（コーコラン〈デヴィッド・ハドルストン〉）
- ラスト・オブ・モヒカン（マンロー大佐〈モーリス・ローブス〉）※フジテレビ版
- ラストサムライ（サイモン・グレアム〈ティモシー・スポール〉[125]）※テレビ朝日版
- ラスト・ボーイスカウト（ベッサロ刑事〈ジョー・サントス〉）※フジテレビ版
- ラッキー・レディ（士官〈ジェフリー・ルイス〉）※フジテレビ版
- ラビリンス/魔王の迷宮（ホグル〈シャリ・ワイザー、声〈ブライアン・ヘンソン〉）※フジテレビ版
- ランボー3/怒りのアフガン（マースド）※日本テレビ版
- リッチー・リッチ（キーンビーン教授〈マイケル・マクシェーン〉）
- リッチー・リッチ 夢のマシンをとりもどせ!（ムーニー巡査部長〈リチャード・リール〉）
- レディホーク（インペリウス〈レオ・マッカーン〉）※テレビ朝日版
- ロードハウス/孤独の街（ブラッド・ウェスリー〈ベン・ギャザラ〉）※ビデオ版
- ローマの休日（ヘネシー支局長〈ハートリー・パワー〉）※日本テレビ版
- ロイ・ビーン（テクター〈ネッド・ビーティ〉）
- ロサンゼルス（フランク・オチョア刑事〈ヴィンセント・ガーディニア〉）※テレビ朝日版
- ロビン・フッド（タック修道士〈マイケル・マクシェーン〉）※フジテレビ版
- ワイルド・ブラック/少年の黒い馬（ヘンリー・デイリー〈ミッキー・ルーニー〉）
- ワンス・アポン・ア・タイム・イン・アメリカ（フランキー〈ジョー・ペシ〉）※テレビ朝日版

#### ドラマ
- アダムズのお化け一家（マイキー）
- アナザー・ライフ〜天国からの3日間〜（オテニエル判事〈アル・ワックスマン〉）
- アメリカン・ヒーロー #8（ショーティ・ロビンソン〈ブルース・カービー〉）
- アリー my Love（ジャック・ビリングス〈リチャード・リール〉）
- アルフ（アディソン〈メシャック・テイラー〉、スキッパー〈アラン・ヘイル・Jr〉）
- アンタッチャブル（テリー・サバラス、ヴィンセント・ガーディニア）
- ER緊急救命室
  - シーズン2 - 10（ヘンリー・ルイス〈ポール・ドゥーリイ〉）
  - シーズン5 #6（スタン・レビー〈ハーヴェイ・コーマン〉）
- 宇宙大作戦（ハリー・マッド〈ロジャー・C・カーメル〉〈初代〉）
- エイリアス 2重スパイの女（ケンダル〈テリー・オクィン〉）
- NYPDブルー（アンディ・シポウィッツ刑事〈デニス・フランツ〉）
- エレメンタリー2 ホームズ&ワトソン in NY（ジェームス・ウォルター卿〈ジム・ノートン〉）
- 奥さまは魔女（モンロー 他）
- 俺がハマーだ!
  - シーズン1 #11（ボブ・ケニー）
  - シーズン2 #18（ロイ・タルボット）
- カリフォルニア・ドリーム（コトラー監督〈チャールズ・サイファーズ〉）
- 華麗なるペテン師たち3（フランシス・オーウェン〈ケネス・クラナム〉）
- 宮廷女官チャングムの誓い（パク・ミョンホン左賛成〈パク・ヨンテ〉）
- 刑事コロンボシリーズ
  - 刑事コロンボ アリバイのダイヤル（リゾコーチ〈ジェームズ・グレゴリー〉）
  - 新・刑事コロンボ かみさんよ、安らかに（チャーリー・チェンバース〈エド・ウィンター〉）
- 刑事バレッタ（英語版）
- 警部マクロード（グローバー〈ケン・リンチ〉）
- ケインとアベル（ジルクス）
- コンバット!
  - #45（ジェームズ・スターク〈ウォーレン・オーツ〉）
  - #59（ジェリー・ベーコン伍長〈ガイ・ストックウェル〉）
  - #79（マイダー軍曹〈ゲイリー・ロックウッド〉）
- 高慢と偏見（ウィリアム・ルーカス卿）
- こちらブルームーン探偵社
  - シーズン1 #5（セバスチャン・ローズ）
  - シーズン3 #7（バプティスタ〈ケネス・マクミラン〉）
- ザ・プリテンダー 仮面の逃亡者（パーカー議長〈ハーヴ・プレスネル〉）
- CSI:マイアミ2（ユージーン・トーマス・ウォルターズ〈ルイス・マスティーロ〉）
- ジェシカおばさんの事件簿（エイモス・タッパー保安官〈トム・ボズリ〉）
- シャーロック・ホームズの冒険 「四人の署名」（アセルニー・ジョーンズ）
- 将軍アイク
- 新・夜の大捜査線（英語版）（ギレスピー署長〈キャロル・オコナー〉）
- スーパーナチュラル5 #14「ブラッティ・バレンタイン」（コーマン先生）
- スターゲイト SG-1（ロバート・キンジー上院議員〈ロニー・コックス〉[126]）
  - シーズン6 #10（ドレン首相〈マルコム・スチュワート〉）
- スパイ大作戦シリーズ
  - 核弾頭を奪え #1（ホテルフロント）
  - テレビ中継中 #22（看守）
  - シーズン2 脱出口 #4（警備主任）
  - シーズン7 第三次世界大戦勃発 #2（コリンズ〈ヴィック・モロー〉）
- 素晴らしき日々（ケビンの祖父〈デヴィッド・ハドルストン〉）
- 青春の城 コビントン・クロス（ベックウィズ〈ジェームズ・グラウト〉）
- 0011ナポレオン・ソロ（バーリントン、ホランダー、U.N.C.L.E ブラジル課長、トランサム、ジョージ）
- ターザンの大冒険（ヴーシ）※NHK-BS2版
- 探偵ハード&マック（ミルトン・ハード・キャッスル〈ブライアン・キース〉）
- 探偵レミントン・スティール（モーリー・シンガー）
- ダンディ2 華麗な冒険 #14（サディアス・クレイン）
- 地上最強の美女たち!チャーリーズ・エンジェル（ジョン・ボスレー〈デイビット・ドイル〉）
- 地上最強の美女バイオニック・ジェミー シーズン1 #2（チャールズ・バトラー〈ゴードン・ジャンプ〉）
- デスパレートな妻たち（ハリー〈リチャード・ハード〉）
- TVキャスター マーフィー・ブラウン（フィル〈パット・コーレイ〉）
- 電撃スパイ作戦 #7（ブーカー〈ジョン・ネットルトン〉）、#8（サントス大佐〈ジョージ・パステル（英語版）〉）、#9、#13、#18、#22（ドクター・エイミス〈ハロルド・イノセント（英語版）〉）
- 24 -TWENTY FOUR- リデンプション シーズン7（ジョナス・ホッジス〈ジョン・ヴォイト〉）
- 逃亡者 #98（ツアーガイド〈チェット・ストラットン〉）、#106（アル・クーニー〈パーリー・ベア（英語版）〉）、#113
- 特捜刑事マイアミ・バイス（ウィリアム・メイナード大尉〈ジョージ・ゴードン・リディ〉）
  - シーズン1 #15（グロセロ）
  - シーズン4 #2（ビル・ボブ・プロバーブ牧師〈ブライアン・デネヒー〉）
- ドクタークイン 大西部の女医物語（テディ・クイン〈デヴィッド・オグデン・スティアーズ〉）
- 特攻野郎Aチーム シーズン2 #8（ガーバー〈ジョン・クエイド〉）
- ナイトライダー
  - シーズン2 #7「スペシャルカーを取り戻せ!ナイト2000車ドロ壊滅作戦」（バック・レイバーン〈アルバート・サルミ〉）
  - シーズン3 #21「死の空中ブランコ!疑惑のサーカス団」（マスター〈トム・ウィリアムズ〉）
- ハイスクール・ウルフ（フリューゲルホフ教授〈ヴラスタ・ヴラナ〉）
- 爆発!デューク（ジェファーソン・デービス・"ボス"・ホッグ〈ソレル・ブーク〉）
- 走れ!ケリー（マイク・パターソン〈アンソニー・ホーキンズ〉）
- 春のワルツ（ソン・マンホ〈ハン・インス〉）
- 犯罪捜査官ネイビーファイル（エストルーガ〈トニー・ペレス〉）
- 不思議なオパール（オットー・フォン・マイスター〈マーク・ミッチェル〉）
- ふたりは最高!ダーマ&グレッグ シーズン2 #14（サミュエル・ハーパー判事〈ポール・ドゥーリイ〉）
- プリズナーNo.6（No.2〈コリン・ゴードン〉）
- フルハウス（サンタナ〈ルイス・アヴァロス〉）
- ブロッサム（バズ・リッチマン〈バーナード・ヒューズ〉）
- ベイウォッチ（ヘンリー・クレブス〈ディック・ヴァン・パタン〉）
- ミステリーゾーン3
  - #3「生と死の世界」（ジェリー・ハーロウ〈ジャック・アルバートソン〉）
  - #25「星のシンデレラ」（男1〈ウェスリー・ラウ〉）
  - #30「ほら吹きフリスビィ」（ミッチェル〈ハワード・マクニア〉）
- ミス・マープル カリブ海の秘密（グレッグ・ダイソン）
- 名探偵ポワロ ※NHK版
  - 「海上の悲劇」（ダーモット・フォーブス将軍）
  - 「100万ドル債券盗難事件」（ロンドン・スコティッシュ銀行部長ババソア）
  - 「死人の鏡」（ジャベイス・シェブニックス）
- メントーズ〜世界の偉人たちからのメッセージ〜（聖ニコラス〈ブライアン・ジョージ〉）
- ヤングライダーズ（ティースプーン・ハンター〈アンソニー・ザーブ〉）
- 煉獄のなかで〜スターリン独裁・暗黒の日々（アバクーモフ〈クリストファー・プラマー〉）
- ロスト・ワールド〜失われた世界（ドラクル〈マーシャル・ネピア〉）
- ロンドン特捜隊スウィーニー（ジャック・リーガン警部〈ジョン・ソウ〉）

#### アニメ
- アーサーと魔王マルタザールの逆襲（王）
  - アーサーとミニモイの不思議な国
- ATOM（ヒゲオヤジ）
- アトランティス 失われた帝国（クッキー）
- NINJAハットリくんリターンズ（老人）
- オープン・シーズン（マックス）
  - オープン・シーズン2 ペット vs 野生のどうぶつたち
  - オープン・シーズン3 森の仲間とゆかいなサーカス
  - オープン・シーズン4 おおかみ男とひみつの森
- オリバー ニューヨーク子猫ものがたり（フランシス）
- カンフー・パンダ（ウーグウェイ導師）
  - カンフー・パンダ3
  - マスター・ファイブの秘密
- ケチャップ（シェフ・グーラシュ）
- 子猫になった少年（フクロウ侯爵〈クリストファー・プラマー〉）
- ザ・シンプソンズ（Dr.マーヴィン・モンロー、ナレーション、患者）
- ジャングル・ブック（ハティ大佐[127]）
  - ジャングル・ブック2[128]
- シンデレラ（王様）
  - シンデレラII
  - シンデレラIII 戻された時計の針
- スター・ウォーズ ドロイドの大冒険（サイス）※VHS版
- スーパーマン（ペンギン）
- ダックテイルズ（ヴァイキングのボス）
- チップとデールの大作戦（ジョリー・ロジャー船長〈初代〉）※新吹き替え版
- トムとジェリーの大冒険（アップルチーク）
- ドラゴン水滸伝（紂王）
- 眠れる森の美女（ヒューバート王[129]）
- バットマン（ペンギン）
- ふしぎの国のアリス（ドードー）※TBS版
- メアリー & マックス（ナレーション）
- リトル・マーメイド（ロブスター・モブスター）

#### 人形劇
- サンダーバード ニューヨークの恐怖（センチネル号艦長）
- 海底大戦争 スティングレイ 出た! 海底インディアン（ネファー）

### パチンコ
- CR怪物くん（フランケン）
- CR怪物くん デーモンの剣（フランケン）
- CR天才バカボンシリーズ（バカボンのパパ）

### 人形劇
- バケルノ小学校ヒュードロ組（カラス・オテング、鬼の実）
- ひらけ!ポンキッキ「アップルポップ」（ポラポラのパパ）
- ペペとミミ（ナマズ）

### ラジオ
- オールナイトニッポンスペシャル 仮面ライダー10号誕生記念・石森章太郎のオールナイトニッポン内のラジオドラマ『仮面ライダーZX』（ナレーター）
- 富山敬と富田耕生のとみとみシアター（パーソナリティ）

### 歌
「バオバブシンガーズ」として発売した作品は、ぷろだくしょんバオバブ#バオバブシンガーズを参照。
- 正調デベロン音頭（1972年、キャニオン、品番：CX-2。『ママとあそぼう!ピンポンパン』挿入歌）
- ドンちゃんのうた（1972年、日本コロムビア、品番：SCS-156。『魔法使いチャッピー』エンディングテーマ）
- はだかの王様（1972年、日本コロムビア、品番：C-104。『アンデルセン物語』挿入歌）
- あいしゅうのドラえもん（1973年、日本コロムビア、品番：C-112。『ドラえもん』挿入歌）
- タンタンタマガー（1977年、日本コロムビア、品番：CW-7141 / CEK-615。『惑星ロボ ダンガードA』挿入歌） - 「富田耕生、矢萩知佳」名義
- アバダバ ハネムーン（1980年、キング、品番：GK-364。バオバブシンガーズの「めざせモスクワ」B面） - 「富田耕生、富山敬」名義
- ママ大好き（1990年、ビクター、品番：VICL-4。『平成天才バカボン』挿入歌） - 「増山江威子、富田耕生、坂本千夏、林原めぐみ」名義

### ナレーション
- あっぱれさんま大先生（ワシャガエル、明石家さんまに話しかけられる魚釣りのおじさん、ナレーション）
  - やっぱりさんま大先生（マガサス、半助、ナレーション）
- これでいいのだ!! 赤塚不二夫伝説（一部ナレーション）
- THE・サンデー　NEXT（ナレーター）
- 東京ディズニーランド ビッグサンダー・マウンテン（乗り場案内のナレーション）
- 邦子と徹のあんたが主役（ナレーション） - テレビ朝日
- 右門捕物帖 (1982年のテレビドラマ)（次回予告ナレーション）
- 新諸国物語 笛吹童子

### ボイスオーバー
- 知への旅（NHK教育）
- 地球ドラマチック（NHK教育）
  - 「ドラゴンを探して 〜伝説の竜をめぐる冒険の旅〜」（2012年）
- BBCセレクション（NHK衛星放送）
- BS世界のドキュメンタリー（NHK-BS1）

### オーディオブック
- 銀河英雄伝説 外伝 ユリアンのイゼルローン日記（アレクサンドル・ビュコック）
- 銀河英雄伝説 外伝 黄金の翼（アレクサンドル・ビュコック）

### テレビドラマ
- あすをつげる鐘「星を見つめて ガリレオ・ガリレイ」
- 日本人の歴史（1961年3月18日）
- おとし穴
- 快傑黒頭巾
- 壁
- 七人の刑事
- 新諸国物語 笛吹童子（語り）
- パンとあこがれ
- 蛍火
- 待ッテマシタ!
- 右門捕物帖（次回予告ナレーション）

### テレビ番組
- あの歌がきこえる（声の出演）
- 人間!これでいいのだ（バカボンのパパ）
- 仮面ノリダー（クラーク博士の声）
- ママとあそぼう!ピンポンパン（人形：デベロン・ぶちゃ猫の相棒・ワンタンの声）

### 教材
- 学研 たのしいこども英語
- チャレンジ1年生でかっこいい1年生にへんしん! DVD（おおどけい）

### CM
特筆がない限りナレーション
- セガ
  - テレビおえかき（1985年）
  - セガ・マークIII（1985年）
  - 青春スキャンダル（1986年）
  - アレックスキッドのミラクルワールド（1986年）
  - 阿修羅（1986年）
  - ハイスクール!奇面組（1986年）
  - スペースハリアー（1986年）
  - スケバン刑事II 少女鉄仮面伝説（1987年）
  - エンデューロレーサー（1987年）
  - セガ ビッグスポーツシリーズ（1987年）
  - アウトラン（1987年）
  - ファンタジーゾーンII オパオパの涙（1987年）
  - 覇邪の封印（1987年）
  - 天才バカボン（1988年）
  - 忍 -SHINOBI-（1988年）
  - サンダーブレード（1988年）
  - 孔雀王（1988年）
  - R-TYPE（1988年）
- 日本テレコム（1993年） - バカボンのパパ
- バンビーノ レースンチェイス - 大原大次郎
- バンダイ SDガンダムGNEXT（1995年）
- チョーヤ梅酒（1999年） - バカボンのパパ
- 日本道路公団 名古屋建設局、名古屋高速道路公社建設部『パワーアップ23』（2000年） - 国道23号上下線通行止めのお知らせ
- ブックオフ（2001年） - バカボンのパパ
- 日本マクドナルド - ビッグマックポリス
- 東映「赤塚不二夫アニメコレクション 映画・TVスペシャル・OVA豪華13本立てなのだ！」（2011年） - バカボンのパパ
- カイゲン「改源」 - 風神さん
- タイガーボード「吉野石膏」 - トラのお父さんの声
- 千代田証券
- 藤沢薬品 「パイプマン」
- ナゴヤハウジングセンター（着ぐるみ博士の声）
- 日本コカ・コーラ「フレスカ・レモンライム」
- はごろもフーズ「甘みあっさりフルーツ」
- バンダイ「ゲームデジタル」 - キャラクターの声
- バンプレスト「ザ・グレイトバトルII ラストファイターツイン」
- マルニのホルモン焼「マルニ食品」（CMソング）
- ヨド物置 - バカボンのパパ
- 日本リーバ「ドメスト」
- 栗山米菓「ばかうけ」（2019年） - バカボンのパパ
- 日清食品「日清 カップヌードルごはん」（2013年） - バカボンのパパ
- ショップジャパン「ワンダーコア」（2015年） - バカボンのパパ
- ナショナルジオグラフィックチャンネル「バ科学」（2015年） - バカボンのパパ
- 健康保険組合連合会「あしたの健保プロジェクト」（2015年） - バカボンのパパ
- ポピー「ジャンボマシンダー・グレートマジンガー無敵城」
- ポピー「ジャンボマシンダー・グレートマジンガー」CM（パパの上司役、実写出演）
- ポピー「ポピニカ・バリドリーン」
- ポピー「ポピーゲーム・マグネダート」
- トミー「アイゼンボーグ」
- 任天堂「スーパーマリオブラザーズ2」CM（マリオの声、出演・所ジョージ、間下このみ、1986年）
- グレンダイザージューシー（牧葉団兵衛の声、1975年）
- ヨネザワ 「ウェーブハンターシリーズ・西部警察」（1982年）
- プリマハム「プリマのフランク・ガブリシリーズ」（1974年）
- フランスベッド（1975年）
- 江崎グリコ「宇宙戦艦ヤマトカプリコ」（1979年）
- キャセイパシフィック航空（1982年）
- 大塚食品 ボンカレーGOLD（牛の声、CMソング・大野克夫、1985年）
- 石のカンノ（羅漢の声）

### その他コンテンツ
- 朝日ソノラマ ソノシート・仮面ライダー「恐怖のくも男」（ショッカー科学者）
- 朝日ソノラマ ソノシート・素浪人 月影兵庫「危険な道づれ」（忍者）
- 朝日ソノラマ ソノシート・ゲゲゲの鬼太郎「妖怪大戦争」（ぬりかべ）
- 国際科学技術博覧会【科学万博、つくば '85】マスコットキャラクター（コスモ星丸の声）
- バンダイ・元祖SDガンダム・ビデオ「SDガンダム G-ARMS緊急出動」（武者ガンダム、闇皇帝）

## 後任
富田の死後、持ち役を引き継いだ人物は以下の通り。
| 後任     | 役名                   | 概要作品                                    | 後任の初担当作品                  |
| -------- | ---------------------- | ------------------------------------------- | --------------------------------- |
| 白熊寛嗣 | バカボンのパパ         | 『天才バカボン』                            | 2021年東京大賞典WebCM             |
| 間宮康弘 | ルイジ・パトロヴィータ | 『ゴリラ』テレビ朝日版                      | WOWOW吹替補完版追加録音部分       |
| 間宮康弘 | ルー・ドネリー署長     | 『レッドブル』テレビ朝日版                  | WOWOW吹替補完版追加録音部分       |
| 樋浦勉   | ビクター               | 『キャノンボール』フジテレビ版              | WOWOW吹替補完版追加録音部分       |
| 坂東尚樹 | ウーグウェイ導師       | 『カンフーパンダ』                          | 『カンフーパンダ〜運命の拳〜』    |
| 阿部敦   | 武者頑駄無             | 『武者・騎士・コマンド SDガンダム緊急出撃』 | 『SDガンダム バトルアライアンス』 |
| 佐藤正治 | 鈴木次郎吉             | 『名探偵コナン』                            | 『名探偵コナン 犯人の犯沢さん』   |
| 加藤諒   | ナレーション           | 『あっぱれさんま大先生』                    | 2023年特番                        |

### シリーズ一覧
1. ↑  『F』（1997年）、『F完結編』（1998年）
2. ↑  『α』（2000年）、『α for Dreamcast』（2001年）
3. ↑  『MX』（2004年）、『MX ポータブル』（2005年）